# Église Saint-Jean-Baptiste de Goudou
L'église Saint-Jean-Baptiste de Goudou est une église catholique située à Labastide-Murat, en France.

## Localisation
L'église est située dans le département français du Lot, au village de Goudou, sur le territoire de la commune de Labastide-Murat.

## Historique
Il ne reste du premier état de l'église que des colonnes engagées datant probablement de la seconde moitié du XIIe siècle. Le village a été déserté au cours de la guerre de Cent Ans.
Le village est repeuplé en 1457 avec un accensement collectif par le baron de Castelnau-Bretenoux. L'église a alors été réparée et en grande partie reconstruite à la fin du XVe siècle.
En 1518, Marie d'Arpajon, veuve de Jean d'Hébrard, demande à être enterrée dans l'église et prévoit d'y construire une chapelle dont elle décrit précisément les dimensions et la décoration. Il s'agit probablement de la chapelle sud.
La sacristie a probablement été ajoutée en 1836. Un projet d'agrandissement non réalisé a été proposé en 1866 par l'architecte de Cahors V. Ficat. Des travaux d'agrandissement ont été entrepris plus tard par un architecte inconnu : clocher ouest, probablement chapelle nord, peut-être la reconstruction partielle de la chapelle sud.
L'édifice est inscrit au titre des monuments historiques le 15 novembre 1993.

## Description

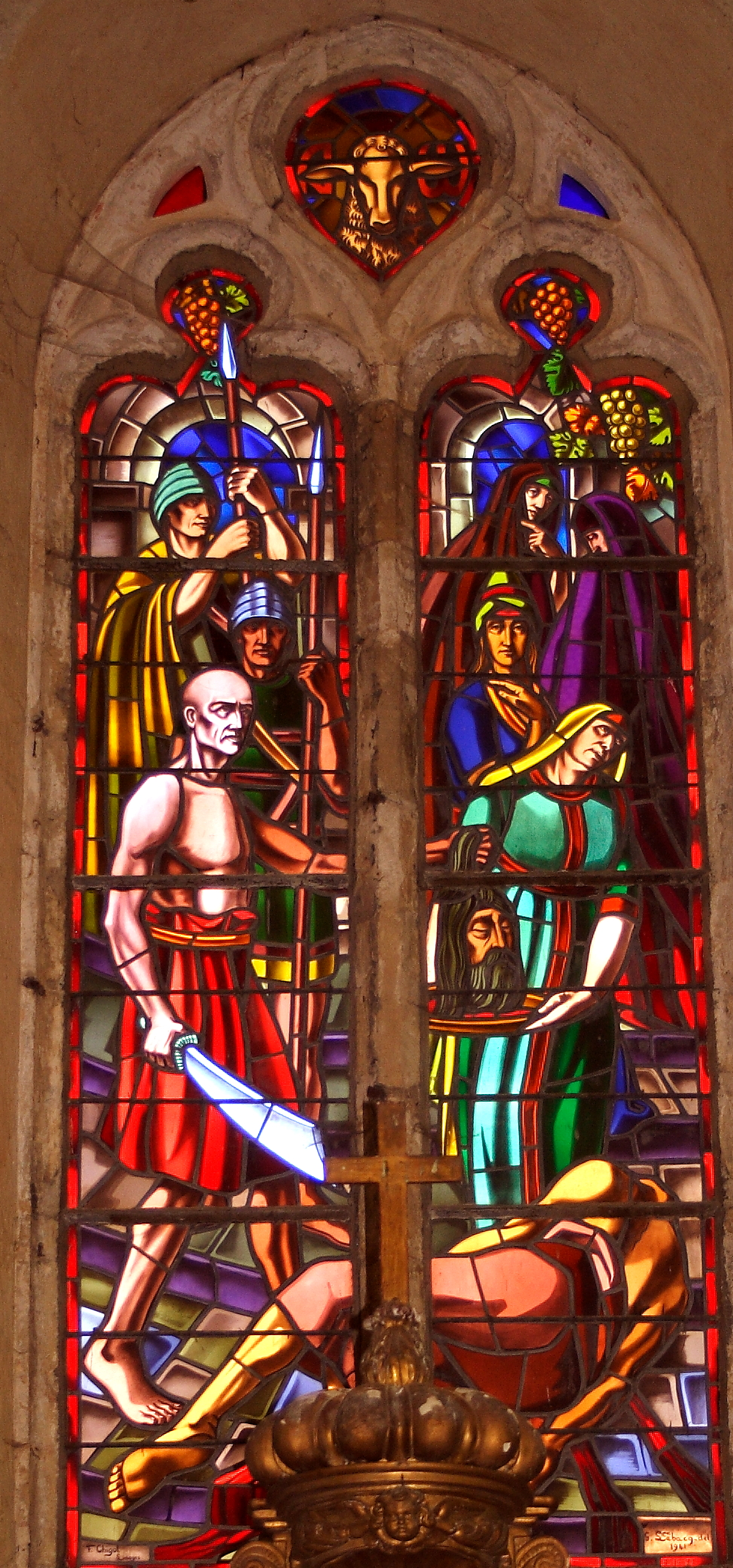
La Décollation de Saint Jean le Baptiste (1941), vitrail du maître-autel de l'église de Goudou.

En 1940, l'église, mal entretenue, est prise en main par l'abbé Levet, ancien missionnaire de Rocamadour, nommé curé de Labastide-Murat, dont dépend l'église de Goudou. Le curé entend valoriser cette petite église en croix latine, qu'il veut  "débarrassée de ses bois découpés, de quelques statues, de la chaire, de la stalle du célébrant, d’une demi-douzaine de bancs. On va m’accuser d’être un iconoclaste ! », écrit-il au maître-verrier de Limoges Francis Chigot (1879-1960) le 21 août 1941.
De son côté, replié dans sa propriété de Gourdon, le peintre belge Georges-Émile Lebacq, ami du curé et portraitiste et paysagiste tombé amoureux des paysages du Lot, entend participer à cette opération de mise en valeur. Il propose donc en 1941 au maître-verrier Francis Chigot, avec lequel il a déjà travaillé, de réaliser un vitrail à deux lancettes intitulé La Décollation de Saint Jean Baptiste destiné au chevet plat contre lequel est apposé le maître-autel. Lebacq est donc l'auteur du carton consacré au saint patron de l'église, le verrier se chargeant de sa mise en verre.
Le 1er août 1941, le vitrail, qui comporte beaucoup de grisaille - de peinture sur verre - est, dit le verrier, « sorti du four en très bon état ». Mis en plomb, il est transporté de Limoges à Goudou dans la foulée. Mais, en septembre, Lebacq se dit choqué du choix de certaines couleurs et de certains détails comme le biceps du bourreau. Chigot se rend sur place et le vitrail, repris, est rectifié dans le sens souhaité par le peintre. 